# Жером Боатенг
Жером Боатенг (Берлин, 3. септембар 1988) је немачки фудбалски репрезентативац, који тренутно наступа за Олимпик Лион.

## Каријера
Рођен је у Берлину, из мешовитог брака Немице и Ганијца. Његов стриц, Роберт Боатенг је бивши репрезентативац Гане. Жеромов полубрат Кевин Принс, наступао је за Милан. Каријеру је почео у Херти, кроз чије је све млађе селекције прошао. Изборио је место у првом тиму у којем је одиграо једну сезону пре него што је прешао у Хамбургер. Са екипом Хамбургера је два пута узастопно успео да избори пласман у полуфинале Лиге Европе.
У Манчестер сити је прешао 5. јуна 2010. уз обештећење од 10.400.000 фунти. Дебитовао је за Сити у пријатељској утакмици са Валенсијом. Тада је у игру ушао са клубе уместо Мајке Ричардса и асистирао је Гарету Барију приликом постизања гола. Почетак сезоне је пропустио због повреде коју је зарадио док је наступао за репрезентацију у пријатељској утакмици са Данском. Због тога је у званичној утакмици за Сити дебитовао тек 25. септембра 2010. када је у игру ушао са клупе у победи над Челсијем од 1:0. Први пут је био у стартној постави против Јувентуса (1:1) у утакмици Лиге Европе.
Не задовољан минутажом и тиме што је најчешће играо на позицији десног бека, а не штопера, одлучио је да напусти Манчестер сити. У Бајерн Минхен је прешао 14. јула 2011. уз обештећење од 13.500.000 евра. У дресу новог клуба је дебитовао 27. јула 2011. против Милана у утакмици Ауди купа, када је у игру ушао са клупе уместо Рафиње. За Бајерн је у првенству дебитовао 6. августа 2011. у поразу на домаћем терену од Борусије Менхенгладбах.

## Репрезентација
Боатенг је играо за све млађе селекције репрезентације. Са репрезентацијом да 21 године је освојио Европско првенство 2009. За сениорску репрезентацију Немачке је дебитовао 10. октобра 2009. против Русије. У другом полувремену те утакмице је зарадио други жути картон чиме је постао први немачки репрезентативац који је искључен на дебију.
Селектор Јоаким Лев је уврстио Боатенга на списак путника за Светско првенство 2010. у Јужној Африци. Боатенг је 23. јуна 2010. играо против свог брата Кевина Принса који је наступао за репрезентацију Гане. Немачка је славила са 1:0, и то је била прва утакмица у историји светских првенстава у којој су два брата играла један против другог у дресовима различитих репрезентација. Боатенг је био стартер и у победи над Енглеском 4:1 у осмини финала, а затим и у победи над Аргентином 4:0 у четвртфиналу. У Полуфиналу је Немачка поражена од европског првака Шпаније 1:0, голом Карлеса Пујола. У утакмици за треће место савладан је Уругвај 3:2, а Боатенг је био асистент Марселу Јансену код другог гола, чиме је Немачка дошла до другог узастопног трећег места на светским првенствима.
Боатенг је учествовао и на Европском првенству 2012. и био први избор селектора Лева на позицији десног бека.

## Трофеји

### Манчестер сити
- ФА куп (1) : 2010/11.

### Бајерн Минхен
- Првенство Немачке (9) : 2012/13, 2013/14, 2014/15, 2015/16, 2016/17, 2017/18, 2018/19, 2019/20, 2020/21.
- Куп Немачке (5) : 2012/13, 2013/14, 2015/16, 2018/19, 2019/20.
- Суперкуп Немачке (5) : 2012, 2016, 2017, 2018, 2020.
- Телеком куп Немачке (4) : 2013, 2014, 2017. (зимски), 2017. (летњи)
- Лига шампиона (2) : 2012/13, 2019/20. (финале 2011/12)
- УЕФА суперкуп (2) : 2013, 2020.
- Светско клупско првенство (2) : 2013, 2020.

### Репрезентација Немачке
- Европско првенство до 21. године (1) : 2009.
- Светско првенство (1) : 2014.
- Светско првенство : (треће место) 2010.